# Königin-Elisabeth-Denkmal (Deutschkreutz)

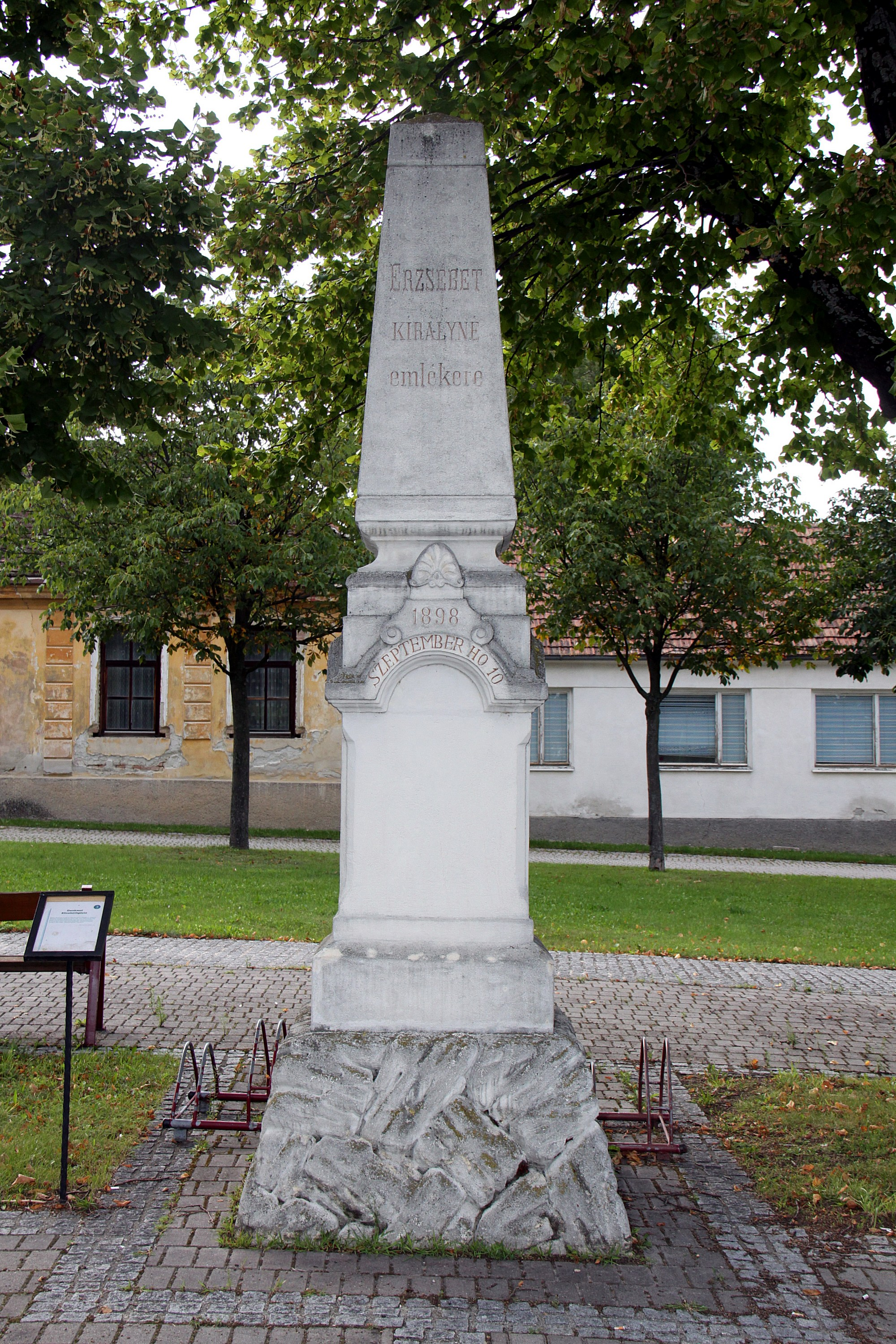
Königin-Elisabeth-Denkmal (2011)

Das Königin-Elisabeth-Denkmal steht auf dem Elisabethplatz in Deutschkreutz im burgenländischen Bezirk Oberpullendorf. Es steht unter Denkmalschutz (Listeneintrag).

## Geschichte
Das Denkmal wurde im Jahr 1901 vom Verschönerungsverein Deutschkreutz zur Erinnerung an die 1898 ermordete Kaiserin Elisabeth (in Ungarn Königin Elisabeth) errichtet. Die anschließende Neuhäusergasse wurde dabei in Elisabethgasse umbenannt.
Der Obelisk enthält die Inschrift Zum Gedenken an Königin Elisabeth (ungarisch Erszebet Kiralyné emlékere) und die Jahreszahl 1898.